# Тугановичи
Тугановичи — деревня в Бологовском районе Тверской области, входит в состав Березорядского сельского поселения.

## География
Деревня находится в северной части Тверской области на расстоянии приблизительно 33 км на северо-восток по прямой от районного центра города Бологое.

## История
Известна с 1495 года. В 1879 году здесь была учтена усадьба с 3 домами, в 1909 отмечалась как сторожка с 1 домом, В советское время работал колхоз «Новая жизнь».

## Население
Численность населения: 9 человек (1879 год), 1 (1911), 16 (русские 75 %) в 2002 году, 9 в 2010.